# Sugambren
De Sugambren (ook Sicambren; Oudgrieks Σ(ο)ύγαμβροι; Latijn Sigambri, Sicambri, Sugambri, Sygambri) waren een Germaans volk, dat vlak voor het begin van het eerste millennium op de rechteroever van de Rijn woonde.
Zij waren oorspronkelijk afkomstig uit het gebied van Neder-Rijn (Sieg) of mogelijk uit het gebied tussen Rijn en Lippe.
Volgens Caesar woonden zij proximi Rheno ("in de buurt van de Rijn”), en wel ten noorden van de Ubiërs. Volgens deze woonden zij daar in afzonderlijke gehuchten en dorpen. Zij worden als woest en krijgshaftig en moordlustig afgeschilderd.
In 16 v.Chr. hadden zij de Romeinse veldheer Marcus Lollius een nederlaag toegebracht (Clades Lolliana), en toen deze met een nieuw uitgerust leger, onder het opperbevel van Imperator Caesar Augustus zelf, aanrukte, trokken zij zich terug in het hart van hun bosrijk land, zonden gijzelaars en sloten vrede. Ze werden in 7 v.Chr. op last van Tiberius, geheel of mogelijk ook slechts gedeeltelijk, op de linkeroever van de Rijn aan de Maas geherhuisvest op het grondgebied van de Sunici.
Later maakten zij een voornaam deel uit van het verbond van de Franken.
Strabo rekende de Sugambren samen met de Cimbren tot een Germaanse stamgroep die zich in de buurt van de Rijn en de Noordzee had gevestigd. De Sugambren zouden als eerste van de Germaanse stammen koningen hebben gekend.
Van oorsprong ontstaan in de Germaans-Keltische contactzone (zie Noordwestblok), was de regio, waarin zij leefden, in de derde eeuw Frankisch geworden, dit onder invloed van de Nederfrankische Salische Franken.

## Voetnoten
1. ↑  De bello Gallico IV 16.35.
2. ↑  De bello Gallico IV 19.
3. ↑  Horatius, Odac IV 2.36: feroces.
4. ↑  Horatius, Odac IV 14.51: caede gaudentes.
5. ↑  Suetonius, Divus Augustus  21.
6. ↑  Res gestae divi Augusti 32, 1; Strabo, Geographika VII 1 § 4: ἠγεμῴν.

## Referentie
- art. Sygambri, in F. Lübker - trad. ed. J.D. Van Hoëvell, Classisch Woordenboek van Kunsten en Wetenschappen, Rotterdam, 1857, p. 916.